# Nord-Ouest (Haiti)
Nord-Ouest , (haitisk kreol: Nòdwès) är ett departement i Haiti. Huvudort är Port-de-Paix. Antalet invånare är 728 807. och en yta på 2 103 km². Den gränsar till regionerna Artibonite och Nord.

## Administrativ indelning
Departementet är indelat i 3 arrondissement (arrondissements) som i sin tur är indelade i 10 
kommuner (communes).
- Arrondissement du Môle Saint-Nicolas
  1. Môle-Saint-Nicolas
  2. Baie-de-Henne
  3. Bombardopolis
  4. Jean Rabel
- Arrondissement de Port-de-Paix
  1. Port-de-Paix
  2. Bassin Bleu
  3. Chansolme
  4. La Tortue

- Arrondissement de Saint-Louis du Nord
  1. Saint-Louis-du-Nord
  2. Anse-à-Foleur